# Treinongeval bij Roermond
De treinbotsing in Roermond was een treinongeluk op 20 maart 2003, waarbij een goederentrein en een stoptrein elkaar frontaal raakten. Het ongeval gebeurde 300 meter ten noorden van het station van Roermond. De betrokken treinen waren DM '90-treinstel 3405 van de Nederlandse Spoorwegen en Class 66 PB-01. Hierbij kwam de machinist van de stoptrein om het leven en raakten 36 passagiers in de trein gewond. De machinist van de goederentrein bleef ongedeerd.

## Gebeurtenissen

### Aanloop
Om 11:25 uur vertrok de stoptrein van NS, een dieseltreinstel type DM '90, uit station Venlo. De trein was de rit begonnen in Nijmegen en reed vanaf daar met dezelfde machinist en conducteur onder treinnummer 16337. Tegelijkertijd rangeerde op station Sittard een machinist met een goederentrein van Shortlines. Deze trein was vertrokken uit Born, moest in Sittard omlopen, en reed volgens planning naar de Haven van Rotterdam. De trein met treinnummer 69875 werd getrokken door een locomotief Class 66. De goederentrein reed vijf minuten vroeger dan de geplande dienstregeling.
Door de geplande rijwegen van beide treinen en de voorsprong die de goederentrein op de dienstregeling had, raakten de paden van beide treinen met elkaar in conflict. De treindienstleider van Roermond besloot om de goederentrein te vertragen om op een later moment te besluiten welk van beide treinen eerst mocht. De goederentrein remde eerst af tot 80 kilometer per uur, bij het volgende sein tot 40 kilometer per uur en zag in de verte het volgende sein rood tonen. De machinist paste de snelheid van de goederentrein aan zodat deze op tijd kan stoppen voor het stoptonend sein.
Op het moment dat de goederentrein een snelheid had bereikt van ongeveer 25 kilometer per uur, besloot de treindienstleider dat deze trein toch door kon rijden. Het seinbeeld wisselde van rood naar geel en de machinist van de goederentrein maakte langzaam weer snelheid.
Gelijktijdig had de stoptrein een geel sein gekregen, en vlak voor Roermond een rood sein. De stoptrein moest stoppen, zodat de goederentrein kon passeren. Toen de conducteur van de stoptrein vlak voor Roermond de cabine van de stoptrein betrad, zag hij voor zich de goederentrein naderen. De conducteur waarschuwde de machinist, maar die bleef onbeweeglijk rechtop in zijn stoel zitten. In eerste instantie rende de conducteur weg, maar hij keerde snel weer terug om de machinist nogmaals te waarschuwen. Hierop vluchtte de conducteur alsnog uit de cabine. De conducteur maande een jongen en meisje te vluchten uit het voorste gedeelte van de stoptrein.
De machinist van de goederentrein had in eerste instantie niet door dat de stoptrein niet stilstond voor een rood sein. Toen de ATB een foutmelding gaf, zette de machinist een snelremming in. De machinist van de goederentrein verklaarde een gevaarsein te zien op de stoptrein. Met een snelheid van 36 kilometer per uur (stoptrein) en 32 (goederentrein) botsten beide treinen op elkaar.

### Afloop
De treindienstleider probeerde beide machinisten te bereiken. De machinist van de stoptrein was zwaargewond en overleed korte tijd later. Hij was niet in staat om de treindienstleider te woord te staan. De communicatieapparatuur van de goederentrein was defect geraakt. De machinist van die trein belde met zijn mobiele telefoon naar de treindienstleider, waarna alarm werd geslagen.

#### Letsel
De machinist van de stoptrein overleed kort na de botsing. Hij werd deels in het spoor onder de trein gevonden, nadat door de botsing de vloer onder de cabine was opengereten. Hoewel de machinist uitwendig letsel had in de vorm van schaafwonden en een gebroken voet, lag de doodsoorzaak van de machinist bij een hartinfarct. De conducteur en meerdere zwaargewonde reizigers werden naar het ziekenhuis gebracht. De machinist van de goederentrein raakte niet gewond.

#### Materieel

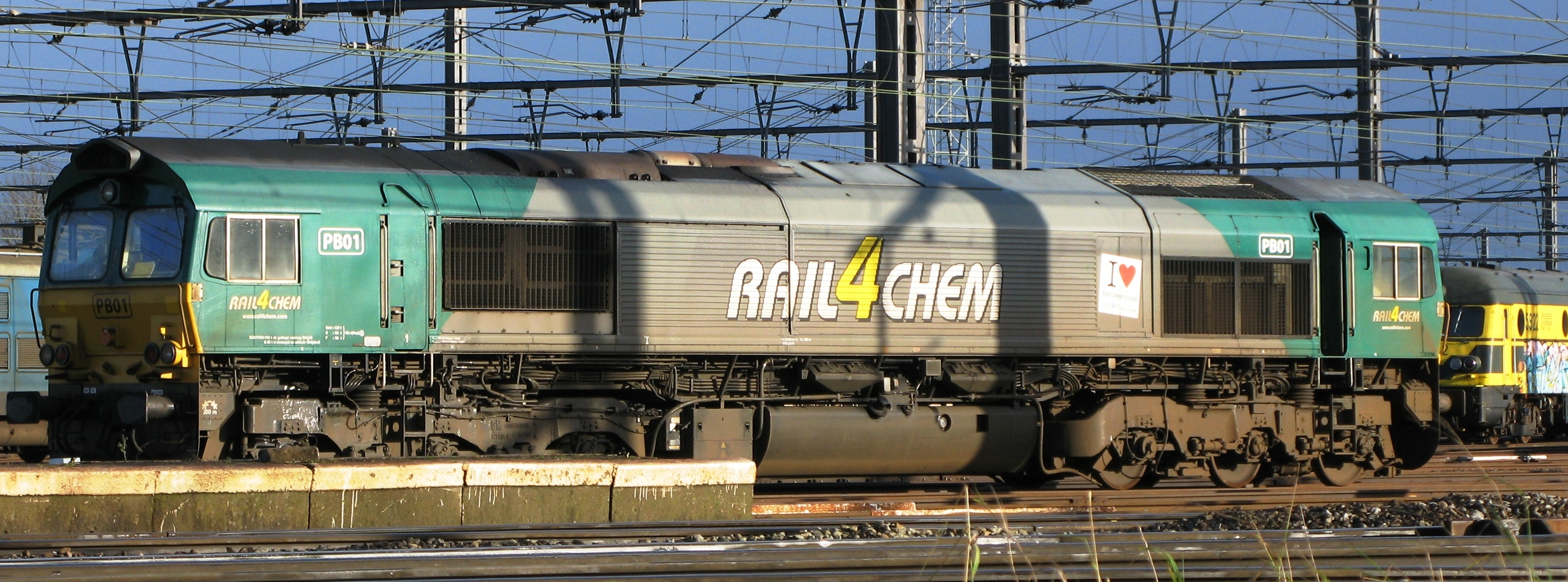
De goederentreinlocomotief werd hersteld en ging later rijden bij Rail4chem

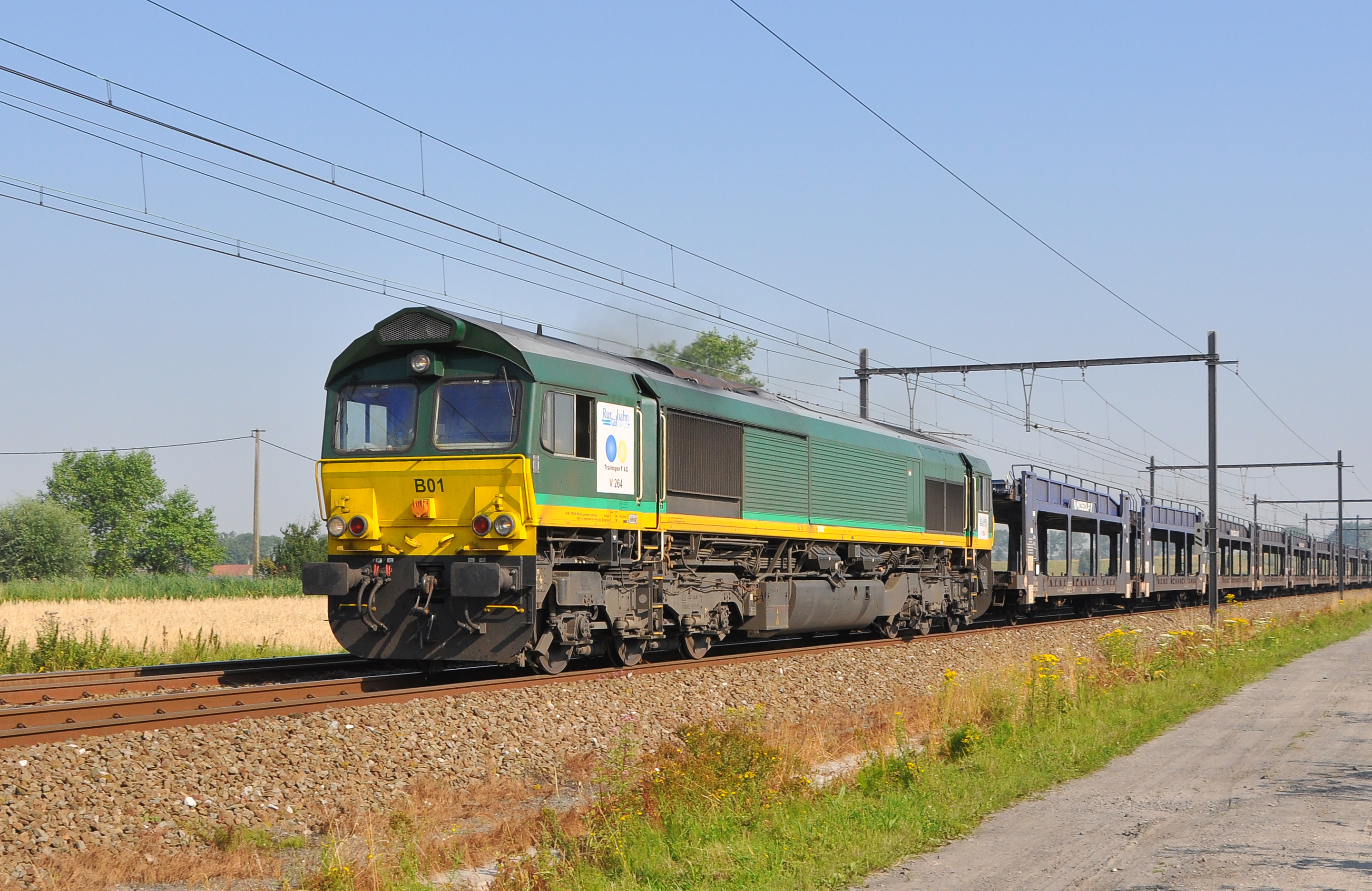
Daarna kwam de loc terecht bij de Rurtalbahn

Het treinstel met nummer 3405 liep zware schade op. Een van beide rijtuigen is korte tijd gebruikt als onderdelenleverancier en is vervolgens gesloopt door NedTrain in Haarlem. Het andere rijtuig stond tot 2014 opgeslagen in een loods in Amersfoort en werd in september 2014 gesloopt. De diesellocomotief Class 66 PB01 had relatief weinig schade en werd hersteld. Deze loc ging van Shortlines over naar Veolia Cargo, Rail4chem en Rurtalbahn.

## Onderzoek
De IVW deed onderzoek naar de aanleiding van het ongeval. De hoofdoorzaak bleek te liggen bij een hartinfarct van de machinist van de stoptrein. Tevens bleek dat de dodemansknop in de stoptrein niet functioneerde. De inspecteur deed de aanbeveling om tot nieuwe keuringseisen te komen voor wat betreft de risicofactoren voor hart- en vaatziekten.